# Kairana
Kairana là một thành phố và là nơi đặt ban đô thị (municipal board) của quận Muzaffarnagar thuộc bang Uttar Pradesh, Ấn Độ.

## Địa lý
Kairana có vị trí 29°24′B 77°12′Đ / 29,4°B 77,2°Đ Nó có độ cao trung bình là 242 mét (793 feet).

## Nhân khẩu
Theo điều tra dân số năm 2001 của Ấn Độ, Kairana có dân số 73.046 người. Phái nam chiếm 53% tổng số dân và phái nữ chiếm 47%. Kairana có tỷ lệ 29% biết đọc biết viết, thấp hơn tỷ lệ trung bình toàn quốc là 59,5%: tỷ lệ cho phái nam là 36%, và tỷ lệ cho phái nữ là 22%. Tại Kairana, 22% dân số nhỏ hơn 6 tuổi.